# Секула се опет жени
Секула се опет жени је југословенски филм из 1991. године. Режирао га је Драгослав Лазић, а сценарио је написао Јован Јанићијевић Бурдуш.

## Радња
После низа промашених бракова и неузвраћених љубави, а брда деце, која су сва остала код њега, Секула решава да промени живот и да се уозбиљи, али изгледа да је за то касно, а искушења су све већа...

## Улоге
| Глумац                   | Улога                |
| ------------------------ | -------------------- |
| Радош Бајић              | Секула               |
| Јован Јанићијевић Бурдуш | Ноца                 |
| Велимир Бата Живојиновић | Чеда                 |
| Милена Дравић            | Сојка из Мезграје    |
| Никола Симић             | Синиша               |
| Јелисавета Сека Саблић   | Деса                 |
| Ташко Начић              | Шљива                |
| Ксенија Јанићијевић      | Милка Ноцина ћерка   |
| Јасмина Меденица         | Јелена певачица      |
| Љиљана Јанковић          | Секулина мајка Наста |
| Ратко Сарић              | Власник кафане       |
| Нада Блам                | Биља дактилографкиња |
| Миленко Павлов           | Миса                 |
| Ана Катарина Стојановић  | Весна Шљивина ћерка  |
| Олга Познатов            | Стевка Шљивина жена  |
| Никола Милић             | Судија Кривошија     |
| Јова Радовановић         | Матичар              |
| Владан Живковић          | Милиционер           |
| Предраг Милинковић       | Пера Тужибаба        |
| Бора Ђорђевић            | Фудбалски навијач    |
| Горјана Јањић            | Сојкина служавка     |